# Buzy (Pyrénées-Atlantiques)
Buzy település Franciaországban, Pyrénées-Atlantiques megyében. Lakosainak száma 1011 fő (2022. január 1.). Buzy Arudy, Bescat, Buziet, Gan, Lasseubetat és Rébénacq községekkel határos.

## Népesség
A település népességének változása:
| Lakosok száma | 934  | 946  | 960  | 997  | 974  | 981  | 988  | 996  | 997  | 1011 |
|               | 2010 | 2013 | 2015 | 2016 | 2017 | 2018 | 2019 | 2020 | 2021 | 2022 |